# Бета (буква)
Вижте пояснителната страница за други значения на Бета.
Бета или вита (на гръцки: Βήτα, със старогръцко произношение бета и новогръцко – вита; главна буква Β, малка буква β) е втората буква от гръцката азбука. В гръцката бройна система с тази буква се означава 2.
В старогръцкия език тази буква се е произнасяла [b], но в новогръцкия език тя се произнася [v].
Малката буква β се използва като символ за:
- означаване на бета-частиците (бета-лъчите) в ядрената физика;
- означаване на бета-функции в математиката.

Главната буква Β се използва за означаване на някои гръцки цифри:
- Βʹ – 2;
- ͵Β – 2000.